# Легална дефиниция
Легална дефиниция или правно определение е изрично определение на дума, словосъчетание или израз в закон – „легална (правна) дефиниция“, която премахва общоупотребимия език или научни дефиниции. Легални дефиниции могат да са дадени и в подзаконови нормативни актове: правилници, наредби и инструкции.

## Обхват на приложение
Легалната дефиниция важи само за закона или подзаконовия нормативен акт, в който е дадена. Възможно е даден закон да се позовава на легална дефиниция от друг закон, но това изрично се посочва в него. Възможно е различните закони да имат различни легални дефиниции за едно и също нещо. Легални дефиниции в подзаконови актове на закон, се дават, когато такива липсват в самия закон.
В линка на „Външни препратки“ е даден пример, че „семейство“ има 20 легални дефиниции, според различните български закони.

## Къде са легалните дефиниции?
В даден закон трябва да търсим следния текст:
„По смисъла на този закон:“
(Следва изброяване на легалните дефиниции на различните понятия в закона)
За подзаконовите нормативни актове е подобно, например:
„По смисъла на тази наредба:“
(Следва изброяване на легалните дефиниции на различните понятия в наредбата)

## Значение
Легалните дефиниции спомагат за определяне обхвата на акта, в който се съдържат, както и на други нормативни актове без собствени дефиниции. Те би трябвало да спомагат за тълкуването на неясни думи и изрази, излизащи от правилата на ЗНА. Може да се вложи специфично съдържание, различно от общоупотребимото. Те са важна част на нормативните актове и въвеждането или променянето им се нуждае от обнародване.
Примерно, в „Закона за защита на личните данни“ от 2002 г., легалната дефиниция на „лични данни“ е изменена чрез допълнение и изменение на закона, публикувано в ДВ, бр. 103 от 23.12.2005 г., т. е., от 2002 до 2005 г. законодателят чрез закона е имал едно понятие, а след това – друго (в конкретния случай – същото с допълнения) за „лични данни“.